# Björn Kuipers
Björn Kuipers (født 28. marts 1973) er en hollandsk fodbolddommer. Han har dømt internationalt under det internationale fodboldforbund, FIFA, siden 2006. Fra 2009/10 sæsonen har han været indrangeret som Elite Kategori-dommer, der giver adgang til at dømme kampe på allerhøjeste internationale niveau.
Kuipers er blandt de udtagede dommere til sommerens EM 2020 i Europa

## Karriere

### EM 2012
Kuipers slutrunde-debuterede ved EM 2012 i Polen og Ukraine, hvor han har fået tildelt følgende kampe:
- Irland –  Kroatien 1 - 3 (gruppespil)
- Ukraine –  Frankrig (gruppespil)

## Kampe med danske hold
- Den 27. august 2009: Play-offs til Europa League: OB – Genoa 1-1.
- Den 22. februar 2011: Ottendedelsfinale i Champions League: FC København – Chelsea 0-2.